# Zamarada psectra
Zamarada psectra là một loài bướm đêm trong họ Geometridae.